# Microtragus arachne
Microtragus arachne là một loài bọ cánh cứng trong họ Cerambycidae.